# Australachalcus setosus
Australachalcus setosus är en tvåvingeart som beskrevs av Marc Pollet 2005. Australachalcus setosus ingår i släktet Australachalcus och familjen styltflugor. Inga underarter finns listade i Catalogue of Life.